# Reggie White
Reginald Howard White, conhecido como Reggie White (Chattanooga, Tennessee, 19 de dezembro de 1961 — Cornelius, Carolina do Norte, 26 de dezembro de 2004), foi um jogador de futebol americano que jogava como Defensive end na National Football League (NFL) por 15 temporadas durante os anos 1980 e 1990.
Ele jogou futebol americano universitário pela Universidade do Tennessee e foi reconhecido como um All-American. Depois de jogar duas temporadas jogando no Memphis Showboats da United States Football League (USFL), ele foi selecionado na primeira rodada do Draft Suplementar de 1984, e depois jogou no Philadelphia Eagles, Green Bay Packers e Carolina Panthers.
White foi 2 vezes eleito o jogador defensivo do ano, foi chamado para 13 Pro Bowl e eleito 13 vezes All-Pro. Ele ocupa o segundo lugar na lista de mais sacks na carreira com 198 (atrás dos 200 sacks de Bruce Smith).
Durante sua carreira profissional, ele também era conhecido por seu ministério cristão como pastor evangélico, levando a seu apelido de "Ministro da Defesa". White é membro do Hall da Fama do Futebol Americano Profissional e do Hall da Fama do Futebol Americano Universitário.

## Primeiros anos
White nasceu em Chattanooga, Tennessee. Ele jogou futebol americano na Howard High School sob comando do treinador Robert Pulliam, ex-jogador de linha defensiva da Tennessee. Durante seu último ano, White teve 140 tackles (88 solo) e 10 sacks, e recebeu honras All American. Ele foi classificado como recruta número um no Tennessee pelo Knoxville News Sentinel.
A mãe de Reggie, Thelma Collier, disse à Sports Illustrated que quando ele tinha 12 anos, ele anunciou que queria ser duas coisas: um jogador de futebol americano e um pastor.

## Carreira universitária
White jogou futebol americano universitário na Universidade do Tennessee de 1980 a 1983. No seu primeiro ano, ele registrou 51 tackles (32 solo) e dois sacks, recuperou dois fumble e bloqueou um punt que estabeleceu a primeira pontuação do Tennessee na vitória por 23-10 sobre o rival Geórgia Tech. Ele foi premiado com o "Prêmio Andy Spiva", concedido anualmente ao melhor jogador defensivo dos Vols.
Em seu segundo ano, White registrou 95 tackles (61 solo) e oito sacks. Ele também bloqueou três tentativas de extra point. Ele teve 10 tackles e dois sacks, um dos quais resultou em um Safety, contra Memphis, e foi nomeado "MVP Defensivo" no jogo. Por sua atuação na vitória por 10-7 sobre Georgia Tech, que incluiu um fumble que selou a vitória, ele foi nomeado "Jogador de linha do Sudeste da Semana" pela UPI. White teve oito tackles na vitória por 28-21 contra Wisconsin no Garden State Bowl e foi eleito o "MVP Defensivo". No final da temporada, ele foi nomeado para o time de All-American pelo The Football News.
Em sua terceira temporada, White foi constantemente incomodado por uma lesão no tornozelo e sua produção caiu. Ele registrou apenas 47 tackles (36 solo) e liderou a equipe com sete sacks. Seu melhor jogo da temporada veio no empate por 24-24 contra LSU, na qual ele registrou oito tackles e um sack. Ele teve oito tackles, dois sacks e um fumble forçado na derrota por 28-22 para Iowa no Peach Bowl.
Determinado a melhorar o que considerava uma decepcionante temporada, White entrou em erupção durante sua última temporada, registrando 100 tackles (72 solo), um recorde escolar de 15 sacks e uma interceptação. Ele teve o recorde de quatro sacks na vitória sobre The Citadel. White foi eleito o "Jogador de linha do Sudeste da Semana" por sua atuação - que incluiu 12 tackles e três sacks - na vitória sobre LSU por 20-6. White foi eleito pra equipe All-American e foi finalista do Lombardi Award.
Durante seu período na Universidade do Tennessee, White registrou 293 tackles (201 solo), 32 sacks, quatro recuperações de fumble e sete passes desviados. Seus 15 sacks em uma temporada (em 1983) permanece como um recorde escolar. Sua marca de 32 sacks na carreira permaneceu um recorde escolar até que Derek Barnett quebrou na temporada de 2016. Seu recorde escolar de quatro sacks (contra The Citadel em 1983) permaneceu até ser quebrado por Corey Miller em 2013 com 4,5 sacks contra Kentucky.

## Carreira profissional

### USFL

#### Memphis Showboats
Após sua carreira no futebol americano universitário, White foi escolhido pelo Memphis Showboats no Draft da USFL de 1984. A possibilidade de jogar no mesmo estado em que cursou a faculdade foi suficiente para que "O Ministro da Defesa" assinasse com eles.
Ele jogou por Memphis por duas temporadas, sendo titular em 36 jogos. Como membro dos Showboats, ele acumulou 23,5 sacks, um Safety e um fumble forçado recuperados para touchdown.

### NFL

#### Philadelphia Eagles
Quando a USFL entrou em colapso em 1985, os Eagles o contrataram com um contrato de US $ 1,85 milhão por quatro anos, depois de comprar os três anos restantes em seu contrato com Memphis. Na época, ainda tinham desconfiança com White, mas isso durou pouco. Ele se juntou aos Eagles após a temporada de 1985 ter começado, perdendo os primeiros jogos. Quando ele finalmente jogou, ele teve dez tackles e 2,5 sacks em seu primeiro jogo. No final da temporada, ele havia conseguido 13 sacks e foi nomeado Novato Defensivo do Ano pela NFC.
Ele jogou com os Eagles por oito temporadas, jogando em 121 jogos e tendo 124 sacks, tornando-se o líder de todos os tempos dos Eagles. Ele também estabeleceu o recorde dos Eagles com 21 sacks em uma única temporada (1987, uma temporada reduzida para 12 jogos). O menor número de sacks que ele já registrou nos Eagles foi de 11 em 1989. White também se tornou o único jogador a acumular 20 ou mais sacks em apenas 12 jogos. Ele estabeleceu um recorde da temporada regular da NFL em 1987, com média de mais sacks por jogo, com 1,75. Ao longo de seu mandato com os Eagles, White acumulou mais sacks do que jogos. Em 1991, ele estabeleceu o recorde de mais passes desviado em uma única temporada por um defensive end com 13, uma marca que foi quebrada por J. J. Watt.
Ele foi eleito pela ESPN Sportsnation como o maior jogador na história do Philadelphia Eagles.

#### Green Bay Packers

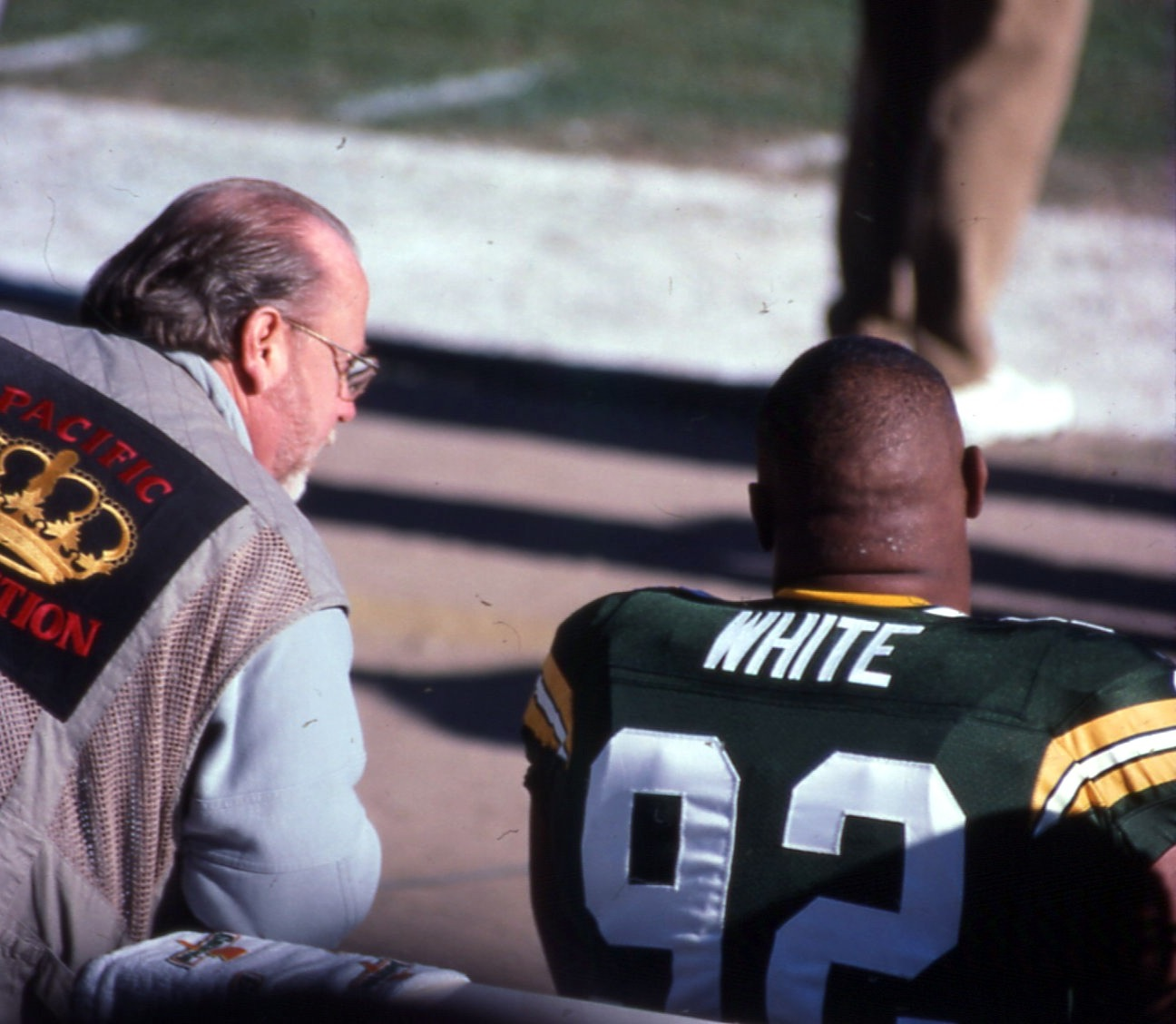
Reggie White no Lambeau Field em 1998.

Em 1993, White se tornou um agente livre. Ele assinou com o Green Bay Packers e concordou com os termos de um contrato de quatro anos no valor de US $ 17 milhões.
Ele jogou nos Packers em seis temporadas e conseguiu mais 68,5 sacks para se tornar, na época, o líder de todos os tempos dos Packers naquela categoria (ele foi ultrapassado por Clay Matthews III e Kabeer Gbaja-Biamila).

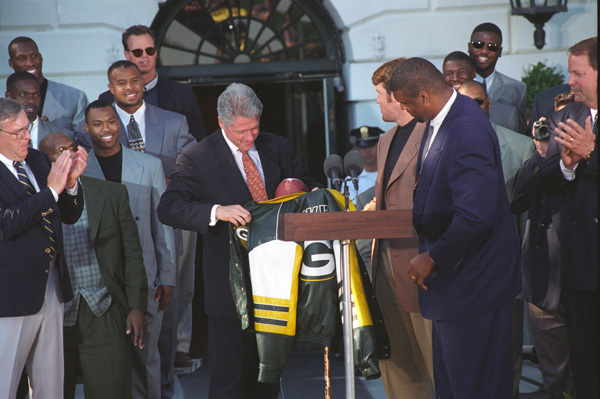
Reggie e Brett Favre entregam uma camisa dos Packers para o presidente Bill Clinton em uma cerimônia na Casa Branca após a conquista do Super Bowl XXXI.

Ele ajudou os Packers a vencer o Super Bowl XXXI com um sack no final de jogo. Esse é o único título na carreira de White. Em 1998, White foi eleito o Jogador Defensivo do Ano da NFL pela segunda vez.

#### Carolina Panthers
Em 2000, ele saiu da aposentadoria e foi titular em todos os 16 jogos do Carolina Panthers. White teve 5,5 sacks e um fumble forçado enquanto estava com a equipe. Ele novamente se aposentou no final da temporada de 2000.

## Estatísticas
| Ano    | Time   | Jogos | Tackles | Tackles | Tackles | Tackles | Fumbles  | Fumbles     | Fumbles | Interceptações | Interceptações | Interceptações |
| Ano    | Time   | Jogos | Comb    | Solo    | Ast     | Sack    | Forçados | Recuperados | TD      | Int            | Jds            | TD             |
| ------ | ------ | ----- | ------- | ------- | ------- | ------- | -------- | ----------- | ------- | -------------- | -------------- | -------------- |
| 1985   | PHI    | 13    | 100     | 0       | 0       | 13.0    | 0        | 2           | 0       | 0              | 0              | 0              |
| 1986   | PHI    | 16    | 98      | 0       | 0       | 18.0    | 0        | 0           | 0       | 0              | 0              | 0              |
| 1987   | PHI    | 12    | 76      | 0       | 0       | 21.0    | 0        | 1           | 1       | 0              | 0              | 0              |
| 1988   | PHI    | 16    | 133     | 0       | 0       | 18.0    | 0        | 2           | 0       | 0              | 0              | 0              |
| 1989   | PHI    | 16    | 123     | 0       | 0       | 11.0    | 0        | 1           | 0       | 0              | 0              | 0              |
| 1990   | PHI    | 16    | 83      | 0       | 0       | 14.0    | 0        | 1           | 0       | 1              | 33             | 0              |
| 1991   | PHI    | 16    | 100     | 0       | 0       | 15.0    | 0        | 3           | 0       | 1              | 0              | 0              |
| 1992   | PHI    | 16    | 81      | 0       | 0       | 14.0    | 0        | 1           | 1       | 0              | 0              | 0              |
| 1993   | GB     | 16    | 76      | 57      | 19      | 13.0    | 2        | 2           | 0       | 0              | 0              | 0              |
| 1994   | GB     | 16    | 50      | 36      | 14      | 8.0     | 2        | 1           | 0       | 0              | 0              | 0              |
| 1995   | GB     | 15    | 41      | 31      | 10      | 12.0    | 2        | 0           | 0       | 0              | 0              | 0              |
| 1996   | GB     | 16    | 38      | 29      | 9       | 8.5     | 3        | 3           | 0       | 1              | 46             | 0              |
| 1997   | GB     | 16    | 45      | 31      | 14      | 11.0    | 0        | 2           | 0       | 0              | 0              | 0              |
| 1998   | GB     | 16    | 46      | 33      | 13      | 16.0    | 4        | 0           | 0       | 0              | 0              | 0              |
| 2000   | CAR    | 16    | 16      | 15      | 1       | 5.5     | 1        | 1           | 0       | 0              | 0              | 0              |
| Career | Career | 232   | 1111    | 232     | 80      | 198.0   | 14       | 20          | 2       | 3              | 79             | 0              |

Fonte:

## Aposentadoria
Na época de sua aposentadoria, White era o líder de todos os tempos da NFL em sacks com 198 (Ele já foi superado por Bruce Smith com 200). Contando seu tempo na USFL, White tem 221,5 sacks no futebol americano profissional, fazendo dele o líder de todos os tempos do futebol americano profissional.
White também registrou três interceptações, as quais ele retornou para 79 jardas. Ele recuperou 19 fumble, que retornou para 137 jardas e três touchdowns.
Suas nove temporadas consecutivas (1985–1993) com pelo menos 10 sacks continuam sendo um recorde da NFL. Ele foi nomeado pra equipe All-Pro em 13 de 15 temporadas, incluindo oito como seleção de primeira equipe.

## Wrestling profissional
White apareceu em dois eventos de wrestling profissional. Em abril de 1995, ele estava no ringue como parte dos "All-Stars" de Lawrence Taylor para sua luta contra Bam Bam Bigelow no WrestleMania XI. Antes e durante a luta, o All-Stars e o Million Dollar Corporation estiveram envolvidos em uma briga, na qual White participou.
Em 18 de maio de 1997, White teve sua única luta de wrestling profissional pela WCW no Slamboree. Ele lutou com o colega da NFL, Steve McMichael. Os dois homens imitaram as jogadas de futebol americano durante a luta. White recebeu uma calorosa resposta da multidão de wrestling profissional em Charlotte, Carolina do Norte, mas mesmo assim perdeu a luta para McMichael.

## Ministro cristão
White se envolveu com a Irmandade de Atletas Cristãos na Universidade do Tennessee e manifestou interesse em se tornar um evangelista desde o seu segundo ano em 1981. Ele se tornou um ministro batista durante este período.
Após sua aposentadoria, White começou a estudar a Torá e a teologia messiânica observadora da Torá. White também estudou hebraico. Após a morte de White, a edição de janeiro de 2005 da revista messiânica Yavoh foi dedicada a ele como um "crente messiânico", levando à confusão sobre as crenças religiosas de White. Alguns relataram - incorretamente - que White haviam abandonado o cristianismo e estavam estudando o judaísmo.
A Igreja de Knoxville, Tennessee, onde White era um ministro associado, foi incendiada em 1996. Nesse mesmo ano, ele estrelou com Pat Morita em Reggie's Prayer, um filme cristão. O filme também teve aparições de Brett Favre, Mike Holmgren e Keith Jackson.
Em uma entrevista com a ABC, White fez comentários sobre gays e lésbicas. White tornou-se um aliado de organizações que se opunham à homossexualidade; ele apareceu em uma campanha publicitária de jornal para convencer gays e lésbicas de que eles poderiam "cessar" a sua homossexualidade. Como resultado, a CBS retirou um contrato de US $ 6 milhões por cinco anos para fazer parte do The NFL Today por causa de suas declarações de que a homossexualidade era um pecado.

## Morte e legado
Na manhã de 26 de dezembro de 2004, White foi levado às pressas de sua casa em Cornelius, Carolina do Norte, para um hospital próximo em Huntersville, Carolina do Norte, onde foi declarado morto. White havia sucumbido à arritmia cardíaca.
De acordo com o Departamento de Medicina Legal do condado de Mecklenburg, a causa mais provável era a sarcoidose cardíaca e pulmonar com que White conviveu durante anos. Também foi afirmado que a apnéia do sono, da qual White era conhecido por sofrer, pode ter contribuído para sua morte. Seu túmulo está localizado no Glenwood Memorial Park, em Mooresville, Carolina do Norte.
A esposa de White, Sarah, em conjunto com o Sleep Wellness Institute, fundou a Fundação de Pesquisa e Educação em Distúrbios do Sono Reggie White, dedicada a todas as pessoas que têm acesso a tratamento para distúrbios do sono, independentemente de sua condição socioeconômica.

## Homenagens

### Camisas aposentadas

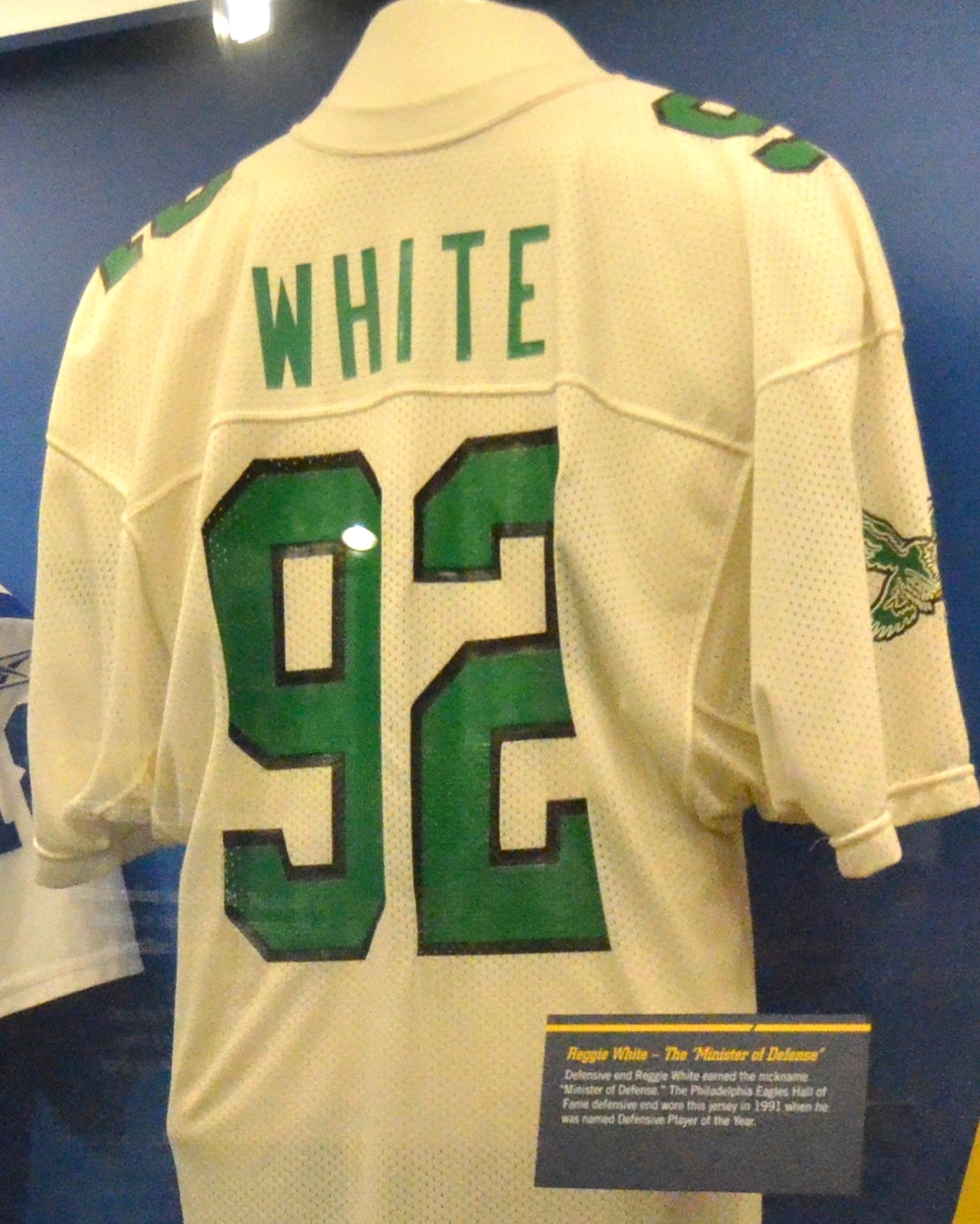
Camisa de White mostrada no Hall da Fama do Futebol Americano Profissional em Canton, Ohio

Durante a temporada de 2005, o Philadelphia Eagles, Green Bay Packers e a Universidade do Tennessee aposentaram a camisa número 92 de White.
A Universidade do Tennessee aposentou a camisa de White em 1 de outubro de 2005, foi a terceira aposentadoria na era moderna do futebol americano na universidade. Em 18 de setembro de 2005, White se tornou o quinto jogador do Green Bay Packers a ter seu número aposentado pela franquia. Em 5 de dezembro de 2005, o Philadelphia Eagles aposentou sua camisa e White se tornou o primeiro jogador da história da NFL a ter seu número oficialmente aposentado por várias equipes. Os Packers e os Eagles também usaram um capacete que homenageou White nos outros jogos da temporada.

### Hall da Fama
White foi eleito postumamente para o Hall da Fama do Futebol Americano Profissional em 4 de fevereiro de 2006. Ele foi consagrado em uma cerimônia em 5 de agosto de 2006 em Canton, Ohio.
A viúva de White, Sarah White, fez o discurso de aceitação do marido na cerimônia. Ela foi apresentada por seu filho, Jeremy White, que também lançou os primeiros exemplares de sua autobiografia, In His Shadow: Growing Up With Reggie White, durante o fim de semana do Hall of Fame em homenagem a seu pai. Jeremy agradeceu ao "Deus de Abraão, Isaque e Jacó" em sua introdução, ecoando a dedicação de Reggie White à sua fé.
White foi eleito para o Hall da Fama de Wisconsin em 2005,e para o Philadelphia Sports Hall of Fame em 2007.